# Coppa dei Campioni d'Africa 1970
La Coppa dei Campioni d'Africa 1970 è stata la sesta edizione del massimo torneo calcistico africano per squadre di club maggiori maschili.

## Risultati

### Primo turno
| Squadra 1         | Totale | Squadra 2        | Andata | Ritorno |
| ----------------- | ------ | ---------------- | ------ | ------- |
| Real Bamako       | 5 - 2  | ASF Bobo         | 3 - 0  | 2 - 2   |
| Aigle Royal       | 5 - 5  | CARA Brazzaville | 0 - 3  | 5 - 2   |
| CR Belcourt       | 5 - 3  | Jeanne d'Arc     | 5 - 3  | a tav.  |
| Lavori Pubblici   | 3 - 4  | Prisons          | 2 - 1  | 2 - 4   |
| Secteur 6         | 2 - 3  | Union Douala     | 0 - 2  | 2 - 1   |
| Stationery Stores | 6 - 3  | FAD Cotonou      | 3 - 1  | 3 - 2   |
| Young Africans    | 6 - 4  | Fonctionnaires   | 4 - 0  | 2 - 4   |

### Secondo turno
| Squadra 1         | Totale | Squadra 2         | Andata | Ritorno |
| ----------------- | ------ | ----------------- | ------ | ------- |
| Real Bamako       | 4 - 9  | Stade d'Abidjan   | 2 - 3  | 2 - 6   |
| TP Englebert      | 5 - 2  | CARA Brazzaville  | 3 - 0  | 2 - 2   |
| Kaloum Star       | 4 - 3  | Jeanne d'Arc      | 3 - 1  | 1 - 2   |
| Ismaily           | 1 - 0  | Al-Hilal Omdurman | 1 - 0  | 0 - 0   |
| Nakuru All-Stars  | 2 - 3  | Young Africans    | 1 - 0  | 1 - 3   |
| Prisons           | 4 - 4  | Tele SC           | 3 - 2  | 1 - 2   |
| Union Douala      | 1 - 1  | Modèle Lomé       | 0 - 0  | 1 - 1   |
| Stationery Stores | 3 - 3  | Asante Kotoko     | 3 - 2  | 0 - 1   |

### Quarti di finale
| Squadra 1       | Totale | Squadra 2     | Andata | Ritorno |
| --------------- | ------ | ------------- | ------ | ------- |
| Stade d'Abidjan | 4 - 5  | Kaloum Star   | 1 - 1  | 3 - 4   |
| Modèle Lomé     | 1 - 3  | TP Englebert  | 0 - 0  | 1 - 3   |
| Ismaily         | 6 - 2  | Prisons       | 4 - 1  | 2 - 1   |
| Young Africans  | 1 - 3  | Asante Kotoko | 1 - 1  | 0 - 2   |

### Semifinali
| Squadra 1   | Totale | Squadra 2     | Andata | Ritorno |
| ----------- | ------ | ------------- | ------ | ------- |
| Kaloum Star | 2 - 5  | TP Englebert  | 1 - 2  | 1 - 3   |
| Ismaily     | 0 - 2  | Asante Kotoko | 0 - 0  | 0 - 2   |

### Finale

#### Andata
| Kumasi 10 gennaio 1971                                   | Asante Kotoko | 1 – 1       | TP Englebert | Kumasi Stadium |
| \| \| \| \| \| Gariba 34’ \| Marcatori \| 50’ Mukendi \| |               |             |              |                |
|                                                          |               |             |              |                |
| Gariba 34’                                               | Marcatori     | 50’ Mukendi |              |                |

#### Ritorno
| Kinshasa 24 gennaio 1971                                            | TP Englebert | 1 – 2                | Asante Kotoko | Stadio 20 maggio |
| \| \| \| \| \| Tshinabu 19’ \| Marcatori \| 12’ Gariba 80’ Jabir \| |              |                      |               |                  |
|                                                                     |              |                      |               |                  |
| Tshinabu 19’                                                        | Marcatori    | 12’ Gariba 80’ Jabir |               |                  |